# Manahan-stadion
Het Manahan-stadion is een multifunctioneel (voetbal)stadion in Surakarta, Midden-Java, Indonesië. Het stadion wordt vooral gebruikt voor voetbalwedstrijden.
Het stadion heeft een capaciteit van 25.000 personen.